# Alvise Cima

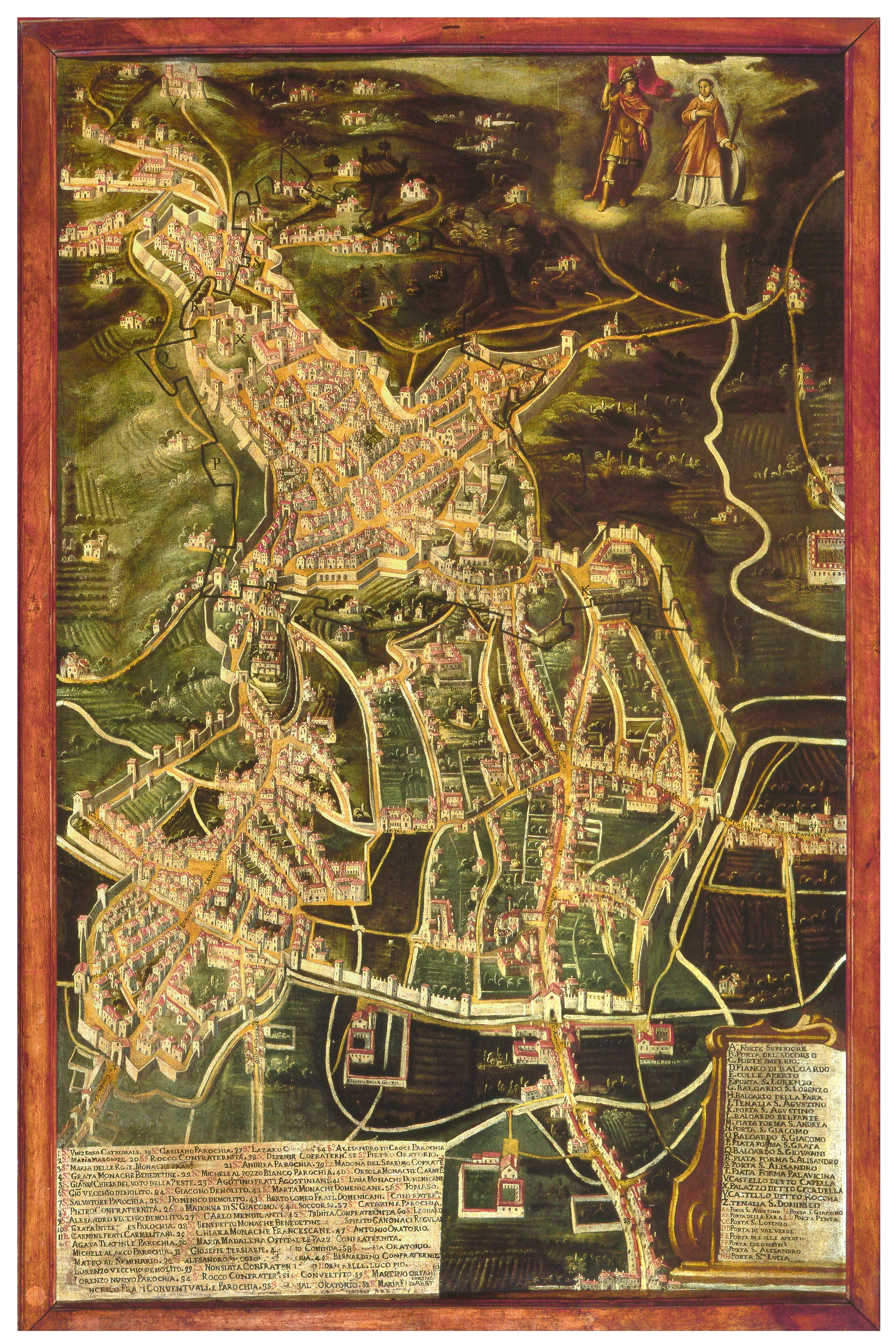
Veduta di Bergamo a volo d'uccello, di Alvise Cima (1693), conservata nel museo del periodo veneziano.

Alvise Cima (Bergamo, 14 settembre 1643 – Bergamo, 15 marzo 1710) è stato un pittore e cartografo italiano il suo lavoro è una importante testimonianza del territorio urbano di Bergamo prima della fortificazione veneziana della seconda metà del XVI secolo.

## Biografia
Alvise Cima nacque a Bergamo da Sebastiano pittore milanese, e Ursula Barili nella vicinia San Salvatore in via Salvecchio nel palazzo degli Alessandri, venendo battezzato nella chiesa detta dei disperati dal curato Pietro Colleone il giorno medesimo. Ultimogenito di sei figli, e unico della famiglia a non avere ereditato il nome di un parente materno o paterno ma del padrino di battesimo il camerlengo Alvise Dandolo. Perse la madre a quattordici anni e visse tutta la vita con la sorella Bianca.Entrambi non si sposarono e non ebbero eredi ma risulta che abitasse con loro la giovane serva Giovanna Chitona, forse adottata dato che fu la sola erede di molti dei loro beni.
Il pittore risulta presente in qualità di testimone in parecchi atti notarili, anche perché il fratello Gio Paolo dopo alcuni anni di lavoro nella bottega di famiglia studiò diventando notaio. 

Nel 1694 testimone all'atto testamentario di Gio Batta Barile suo cugino; nell'aprile del 1707 quale convalidante la promessa matrimoniale tra Achille Clivati e Maria Iacoboni. Molti sono i documenti che lo citano con la sorella Bianca, particolare quello del 1701 quando fu nominato testimone al contratto tra l'orefice Francesco Fontanella e un apprendista, l'artigiano s'impegnava a tenerlo tre anni a bottega per insegnargli il lavoro d'orafo.
Nel febbraio del 1703 ricevette il pagamento del capitale livello di scudi 500 dalla congregazione della Misericordia Maggiore in nome di Gio. Antonio Basso, probabilmente quale maggiore compenso per la riproduzione del frisio degli arazzi toscani eseguito nel 1696 per la basilica mariana e inoltrato ad Anversa come modello per quelli di realizzazione fiamminga eseguiti nel 1698. Di questo pagamento il Cima ne fece un investimento acquistando nel medesimo anno un fondo nella contrada Botta di San Sebastiano dal nome della chiesa omonima, zona piuttosto lontana dalla sua abitazione ma ottima per la coltivazione di viti e di ortaggi, e successivamente acquistò anche un immobile. L'artista era molto amico della famiglia Moroni che aveva proprietà nella medesima zona dei colli di Bergamo
A febbraio del 1710 Alvise Cima ereditò la metà dei beni del cugino Gio Batta Rivola, che lo aveva nominato beneficiario nel testamento rogato il 1687 prima di ammalarsi gravemente. Nell'atto testamentario il Rivola espresse la volontà di lasciare l'altra parte dei suoi beni alla chiesa della Carità gestita dalla compagnia della Buona Morte di cui il Rivola era membro.
L'artista fece testamento il 5 febbraio 1710, nel quale dichiara di essere sano di mente ma ammalato. Morì a 66 anni il 15 marzo 1710 nella sua abitazione. Nel testamento l'Alvise non si confessa pittore, il solo riferimento alla sua attività è il lascito alla sua domestica, forse anche sua allieva di un paro di cavaletti con le sue tavole. L'atto sottoscritto un mese prima della sua morte nella sua abitazione dal notaio Gio Batta Carrara fu Pietro Franco abitante l'antica residenza della famiglia Cima. 
Il testamento presenta un personaggio molto cattolico e molto presente nelle moltipliche congregazioni cittadine, in particolare lasciò molti dei suoi beni, gravanti di usufrutto a beneficio della sorella Bianca, sempre che fosse rimasta nubile, alla congregazione della morte per il completamento della chiesa della Carità posta in piazza Reginaldo Giuliani e poi distrutta nel XX secolo. La sorella gli successe di molti anni morì infatti nel 1734. Anche lei lasciò parte dei suoi beni alla serva che poteva avere in quel tempo circa quarant'anni e il resto, come da desiderio del fratello alla chiesa della Carità.

## Opere
Del pittore risultano presenti nell'archivio della Fondazione MIA, pagamenti per lavori realizzati nella basilica mariana, alcuni di questi di poco rilievo, come la pittura di alcune lampade o epigrafi, lavori che richiedevano probabilmente un'urgenza. 
Nel 1681 risulta un pagamento eseguito dalla Fondazione MIA per lavori presso la basilica Per piturare li medemi modioni.
Di grande importanza ebbero le due tele Vedute di Bergamo a volo d'uccello firmate e conservate una in collezione privata e la seconda nel museo storico dell'Età veneta di Bergamo, eseguite nel 1693. Queste due opere sono state un documento importante per la ricostruzione cartografica della città orobica del Cinquecento, prima della costruzione delle mura veneziane di Bergamo del 1561-1593.

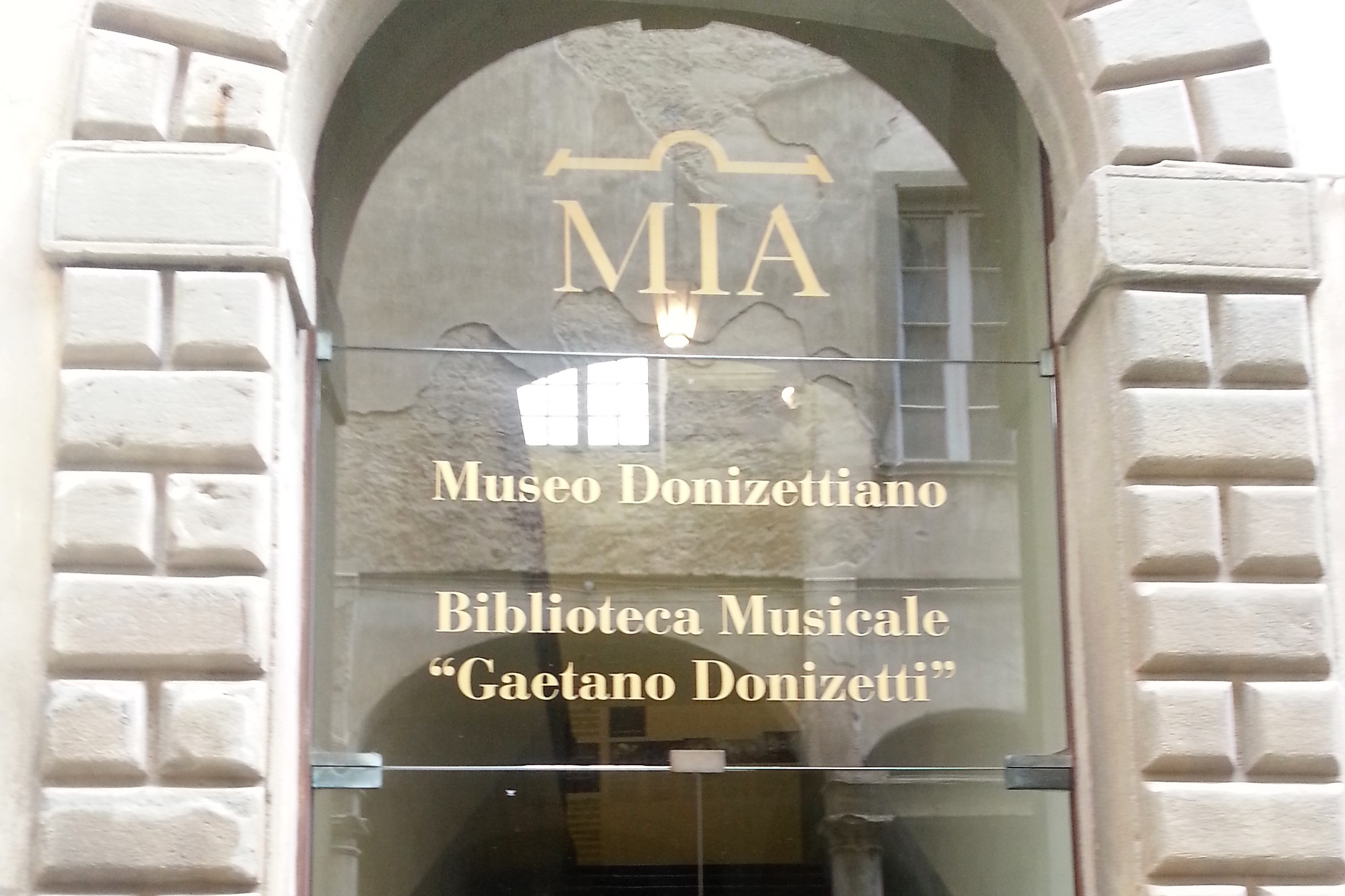
Domus Magna-Fondazione MIA

- La cartina conservata al museo del Cinquecento dal 2012 e proviene da Palazzo Frizzoni che lo aveva acquisito dall'Imperial Regia Delegazione, gli archivi non conservano documentazioni precedenti. Il dipinto riporta tra le legende della cartina, la scritta: Descrittion della Mobilis et Antichis ma Città di Berg.mo havanti fosse fortidixata cavata dall'Antico, con li luoghi anticchi, et modeni da me Alvises Cima. L'Anno M.D.C.X.C.III.
- La seconda cartina conservata in collezione privata, era stata realizzata per la nobile famiglia Benaglia, passata poi di proprietà di Marcantonio Bressani che era stato il liquidatore della chiesa della Carità passando poi al confratello della congregazione della Morte Paolo Vimercati Sozzi che provvide a fare un restauro ma che la cedette a Lamberto Sala che risulta essere il proprietario fino al 1956. La tela è presente nel 1969 nella collezione Lottasi Degli Innocenti, e successivamente si sono perse le tracce. La dicitura posta nel centro inferiore del dipinto riporta: La nobilissima et antichissima Città di Bergamo nella descrizione che si vedeva prima che fosse fortificata cavata dall'antico da me Alvise Cima dedicata a Sig. Conte [...] Benaglia Kvaliere di S. Stefano MDCXCIII. Da questo si deduce che l'artista l'aveva eseguita per il nobile Benaglio.[9]

La creazione di queste due cartine convincerebbe qualcuno che il Cima ne avesse creata una produzione, tanto da ritenere che la planimetria di opera anonima conservata presso la biblioteca Angelo Mai possa essere un suo lavoro. La cartina fu descritta nel 1819 da Giovanni Maironi da Ponte nel suo testo Dizionario odeporico. Questa considerazione non trova conferma in tutti gli studiosi, alcuni edifici presenti potrebbero infatti risalire ad un periodo troppo giovanile per Alvise. Esiste però documento che indicherebbe la realizzazione del Cima di cartine che riguardano non solo Bergamo ma anche altre località. Il documento recuperato nell'archivio di Giacomo Carrara riporta: Alvise Cia fecit 1687 carta geografica del Bergam.co Milano e Brescia che a presso li Somaschi in S. Lonardo. La dicitura cartina fa pensare a un artista più cartografo che pittore. La tela era conservata presso la chiesa di San Leonardo

Un ulteriore lavoro importante e molto documentato sono i frisio degli arazzi fiorentini che furono inoltrati ad Anversa perché potessero essere di aiuto a quelli che dovevano essere realizzati dagli artisti fiamminghi.

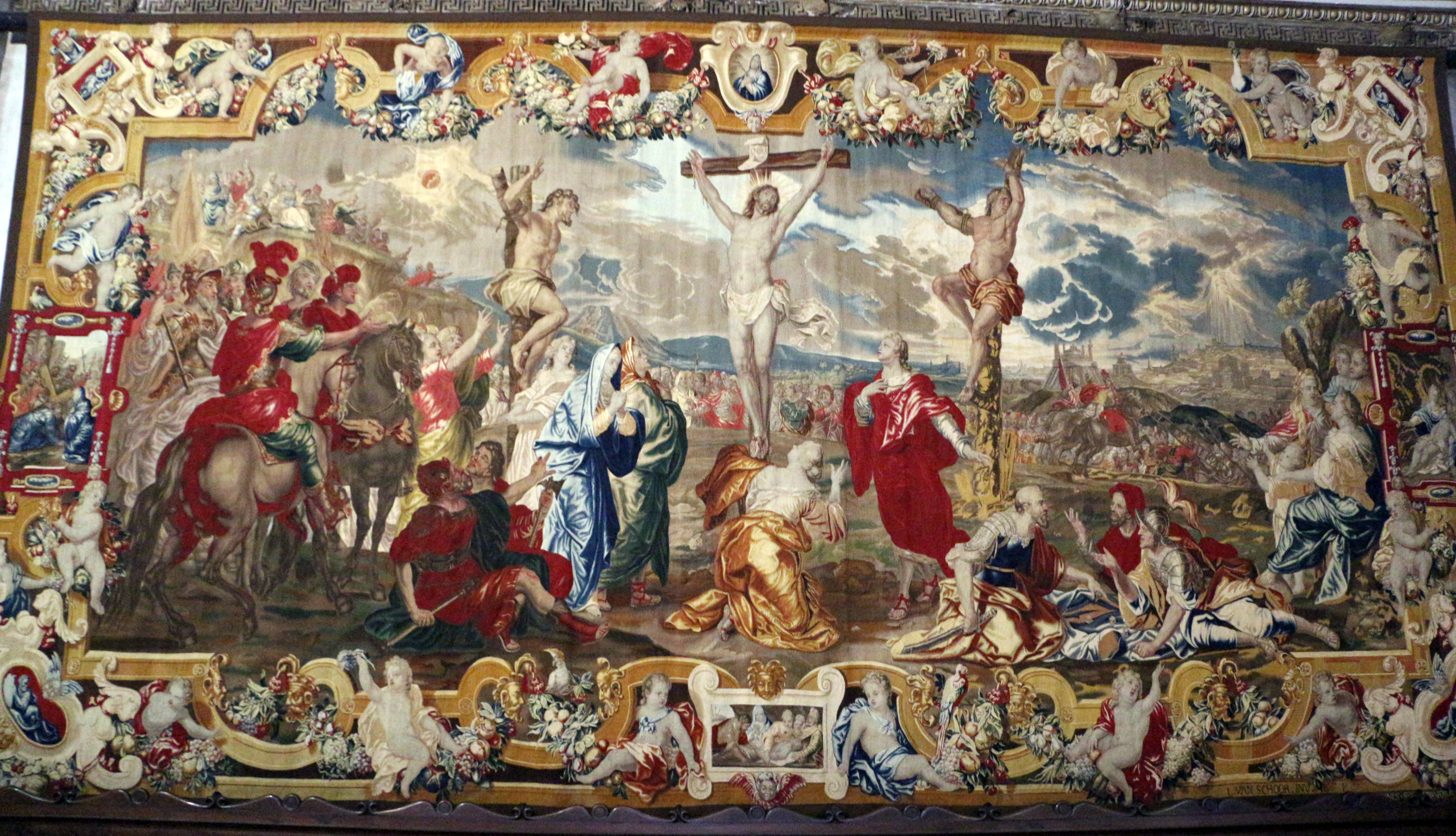
Arazzeria di Anversa su cartone di Ludwig van Schoor-Crocifissione-1696-98

- Frisio degli arazzi così vengono chiamati i disegni che Alvise produsse tra l'agosto e i primi di settembre del 1696 quale copia degli arazzi fiorentini presenti nella basilica e che furono inviati ad Anversa quale campione di quelli che dovevano essere realizzati nelle fiandre da Ludwig van Schoor e Joannes Reghelbrugghe e esposti nella basilica nel 1701. Il Cima aveva ricevuto l'incarico dai cancellieri della Fondazione Mia proprio nel 1696 con il pagamento il 10 settembre di 8 lire e mezza da Gio Leandro Basso, come risulta dall'ordine di pagamento conservato presso la fondazione.

Risulta che ne ricevesse altri. capitale livello di scudi 500 dal cancelliere Gio Antonio Basso, a testimonianza di quanto il suo lavoro fosse stato importante e ben eseguito. La scelta di commissionare i disegni al Cima, secondo gli storici dell'arte nacque di conseguenza alle sue cartine di Bergamo che avevano conquistato la nobiltà  cittadina per questo sua capacità di riprodurre i particolari più minuti, inoltre la cifra che venne accordata era davvero minima. Serve anche considerare che tra i deputati della fondazione vi fosse anche Giulio Alessandri, tanto vicino alla famiglia Cima che tanti anni aveva abitato la sua proprietà. I disegni riprodussero in scala minore la bordura degli arazzi che erano esposti nella basilica mariana realizzati su disegno del Bronzino importante artista fiorentino che aveva eseguito i disegni per l'Arazzeria Medicea. e che il pittore fiammingo riprese su tela per poter essere riprodotti su stoffa a completamento della serie di arazzi. I tre arazzi realizzati dall'artista fiammingo sono conosciuti come Trilogia di Anversa